# Берёзовка (Прилукский район)
Берёзовка (укр. Березівка) — село в Прилукском районе Черниговской области Украины на реке Лысогор. Население — 615 человек. Занимает площадь 3,725 км². Расположено на реке Детюковка.
Код КОАТУУ: 7425380501. Почтовый индекс: 17252. Телефонный код: +380 4634.
В селе родился Герой Советского Союза Николай Кузьменко.

## Власть
Орган местного самоуправления — Талалаевская поселковая община. Почтовый адрес: 17200, Черниговская обл., Прилукский р-н, п. Талалаевка, ул. Вокзальная, 3.